# No Age
No Age är ett amerikanskt tvåmannaband från Los Angeles som består av Randy Randall och Dean Allen Spunt. Deras tre första studioalbum släpptes på Sub Pop medan Snares Like a Haircut från 2018, Goons Be Gone från 2020 och People Helping People från 2022 släpptes på Drag City.

## Diskografi

### Studioalbum
- 2008 – Nouns
- 2010 – Everything in Between
- 2013 – An Object
- 2018 – Snares Like a Haircut
- 2020 – Goons Be Gone
- 2022 – People Helping People

### Samlingsskivor
- 2007 – Weirdo Rippers

### EP
- 2007 - Get Hurt
- 2007 - Dead Plane
- 2007 - Sick People Are Safe
- 2009 - Losing Feeling
- 2012 - Collage Culture

### Singlar
- 2007 - Neck Escaper 7"
- 2007 - PPM 7"
- 2008 - Liars + No Age 7"
- 2008 - Eraser
- 2008 - Goat Hurt 10"
- 2008 - Shred Yr. Face 7"
- 2008 - Teen Creeps

### DVDs
- 2006 - DVD #1